# 2027.
◄ | 20. stoljeće | 21. stoljeće | 22. stoljeće | ►
◄ | 1990-ih | 2000-ih | 2010-ih | 2020-ih | 2030-ih | 2040-ih | 2050-ih | ►
◄◄ | ◄ | 2024. | 2025. | 2026. | 2027. | 2028. | 2029. | 2030. | ► | ►►
Astronautika • Astronomija • Politika • Promet • Šport • Željeznički promet

## Događaji
- 100. obljetnica prvog naslova prvaka Hajduka iz Splita.
- Autopsijsko izvješće o tijelu Elvisa Presleyja bit će otpečaćeno 50 godina nakon njegove smrti.[1]

## Obljetnice i godišnjice
- 500. godišnjica Cetinskog sabora i smrti Ludovika Crijevića Tuberona